# Hans Priem-Bergrath
Hans Priem-Bergrath (* 9. April 1925 in Bergrath (Eschweiler); † 25. März 2022) war ein deutscher Bratscher, Violinist und Dirigent.

## Biografisches
Seine Musikausbildung erfolgte am Konservatorium Gregoriushaus in Aachen. Sein Violinlehrer war Max Pfeiffer. Hans Priem-Bergrath hat sein Kapellmeisterhandwerk bei Artur Rother, Herbert Ahlendorf und Wilhelm Pitz gelernt und zählt Sir John Barbirolli, Franco Ferrara und Herbert von Karajan – denen er auch assistierte – zu seinen Lehrmeistern.
Mit 20 Jahren war er 1945 der 1. Geiger des Städtischen Orchesters in Aachen. 1948 war er als Konzertmeister am Stadttheater in Rheydt engagiert. Von 1950 an bis 1980 war er stellvertretender Solobratscher bei den Berliner Philharmonikern. Zwischendurch gab er 1967 sein Debüt als Dirigent. Er dirigierte für Aufnahmen und Aufführungen die Bläser der Berliner Philharmoniker, das Orquesta Sinfonica Venezuela und das mexikanische Orquesta Filarmónica de la UNAM.
Hans Priem-Bergrath verstarb am 25. März 2022 im Alter von 96 Jahren.

## Tonträger (Auswahl)
Achtung: Auf Tonträgern der Deutschen Grammophon ist sein Name als ‚Hans Priem-Bengrath‘ angeführt.
- Als Dirigent der Bläser der Berliner Philharmoniker: Egmont, Polygram/Deutsche Grammophon, verschiedene internationale Ausgaben 1969–1995[4]
- Konzert für Millionen 70, Deutsche Grammophon, 1969.[5]
- Märsche und Tänze, Deutsche Grammophon 1972.[6]
- Piano Quartets and Wind Music, Beethoven Bicentennial Collection, Vol. 16, Deutsche Grammophon, 1972.[7]
- Marches, Deutsche Grammophon 1993.[8]